# Gail Russell
Gail Russell (Elizabeth L. Russell: Chicago, 21 de septiembre de 1924 -Los Ángeles,  27 de agosto de 1961) fue una actriz cinematográfica estadounidense.

## Biografía
Sus padres eran George y Gladys (Barnet) Russell. Nació en Chicago, Illinois, y cuando era adolescente la familia se trasladó al área de Los Ángeles, California. La extraordinaria belleza de Russell llamó la atención de Paramount Pictures en 1942. Aunque era muy tímida y no tenía experiencia interpretativa, Paramount depositó grandes expectativas en ella y destinó personal para enseñarle a actuar. 
A los 19 años de edad actuó en su primer film, Henry Aldrich Gets Glamour (1943). Russell intervino en varias películas en los inicios y a mediados de la década de 1940, las más notables de las cuales fueron The Uninvited (Los intrusos) (1944), con Ray Milland, y Our Hearts Were Young and Gay (1944), en la que trabajó con Diana Lynn. Russell posteriormente intervino en tres películas más populares: Calcutta (1947), con Alan Ladd, y dos títulos con John Wayne, Angel and the Badman (1947) y Wake of the Red Witch (La venganza del bergantín) (1948).
Siguió trabajando después de 1947, y se casó con el actor Guy Madison en 1949. Sin embargo, hacia 1950 se sabía que era alcohólica, y Paramount no renovó su contrato. El alcohol afectó a su carrera y a su vida personal. Se divorció de Madison en 1954 y, tras una abstinencia de cinco años, volvió al trabajo en un papel coprotagonista junto a Randolph Scott en el western Seven Men from Now (1956), producido por su amigo John Wayne, y también tuvo un papel importante en The Tattered Dress (1957). 
Tras ello actuó en dos filmes más, pero no consiguió vencer su adicción, y el 27 de agosto de 1961 Russell fue hallada muerta en su apartamento en Brentwood, Los Ángeles, California. Tenía 36 años de edad. Falleció de un infarto agudo de miocardio atribuido al alcohol y a un estado de malnutrición. Fue enterrada en el cementerio Valhalla Memorial Park de North Hollywood, California.
Gail Russell tiene una estrella en el Paseo de la fama de Hollywood, en el 6933 de Hollywood Boulevard.

## Filmografía
- Henry Aldrich Gets Glamour (1943)
- The Uninvited (Los intrusos) (1944)
- Our Hearts Were Young and Gay (1944)
- Salty O'Rourke (1945)
- The Unseen (Misterio en la noche) (1945)
- Our Hearts Were Growing Up (1946)
- The Bachelor's Daughters (1946)
- Angel and the Badman (1947)
- Calcutta (1947)
- Moonrise (1948)
- Night Has a Thousand Eyes (Mil ojos tiene la noche) (1948)
- Wake of the Red Witch (La venganza del bergantín) (1948)
- Song of India (1949)
- El Paso (1949)
- The Great Dan Patch (1949)
- Captain China (1950)
- The Lawless (1950)
- Air Cadet (1951)
- Seven Men from Now (1956)
- The Tattered Dress (1957)
- No Place to Land (1958)
- The Silent Call (1961)